# 幹大樹
幹 大樹（みき だいき、1976年 - ）は、日本の漫画家、デザイナー。

## 概要
福岡県出身。会社員時代に自身のサイトで公開していた作品が評価を受けて、それ以後は集英社で数々の作品のデザインを手掛ける。
鳥山明に師事し、『ドラゴンボール』関連のデザインに従事してきた。『ドラゴンボールオンライン』のキャラクターをデザインした。
2013年に『ジャンプSQ.19』で渡辺雄介の原作による『ホットライン』の読み切りを掲載し、漫画家としてデビューを果たす。
2013年に配信が開始されたゲーム『スカイロック』は鳥山明テイストのキャラクターと紹介されたのだが、キャラクターのデザインは幹大樹が行っていた。田中圭一は『スカイロック』のキャラクターのデザインが鳥山明に似ていることについて、鳥山明への冒涜と批判していた。『スカイロック』のCMには本田翼が出演して、2014年12月3日に行われたCMの披露会では、幹大樹が描いた本田翼をモデルにしたキャラクターのイラストが本人にプレゼントされた。
2015年11月26日に配信が開始されたゲーム『ワールドギミック』のキャラクターデザインを担当。
2017年3月9日に配信が開始されたゲーム『ワールドロジック -ドラゴンとふたつの瞳-』のキャラクターデザインを担当。
2017年8月29日に配信が開始されたゲーム『SKYOVER』のキャラクターデザインを担当。
2024年9月6日に配信が開始されたゲーム『スカイドラゴン』のキャラクターデザインを担当。